# Orgov
Orgov (in armeno Օրգով?) è un comune dell'Armenia di 551 abitanti (2009) della provincia di Aragatsotn.